# Nipponomyia kulingensis
Nipponomyia kulingensis là một loài ruồi trong họ Pediciidae. Chúng phân bố ở vùng Indomalaya.